# Biblioteca Central César Lattes
A Biblioteca Central César Lattes (BCCL) (também conhecida pelo seu nome anterior: Biblioteca Central ou BC) é uma biblioteca da Universidade Estadual de Campinas. Foi criada em 11 de junho de 1989 e compõe o SBU - Sistema de Bibliotecas da Unicamp. A biblioteca teve seu nome original alterado para homenagear o físico César Lattes.
O acervo comum da Biblioteca é de acesso comum a toda a sociedade, mas somente os indivíduos pertencentes à comunidade acadêmica (docentes, alunos de extensão, graduandos e pós-graduandos) têm a faculdade de retirada dos livros.
Na Biblioteca Central também se localiza o Banco de Teses, com os trabalhos científicos de mestrado e doutorado produzidos pelos estudantes da Unicamp.
A circulação diária de usuários em seu prédio atinge por volta de 2000 pessoas.

## Acervo especial

### Obras raras
A Biblioteca Central César Lattes possui um conjunto variado de obras raras que remontam ao Século XV. Século por século, dividem-se em
| Época        | Qtde. de obras | Descrição                                                |
| ------------ | -------------- | -------------------------------------------------------- |
| Século XV    | 1              | Canto Gregoriano, pergaminho ilustrado com iluminuras    |
| Século XVI   | 14             | Brasiliana: missões jesuíticas                           |
| Século XVII  | 54             | Brasiliana: missões jesuíticas, guerras, curiosidades    |
| Século XVIII | 83             | Brasiliana: jesuítas, pirataria, colonização, literatura |
| Século XIX   | 1500           | Brasiliana: narrativas, expedições, imigrações, guerras  |
| Século XX    | 2500           | Brasiliana: outros temas                                 |

### Coleções especiais
A BCCL possui várias coleções especiais de obras raras, em geral reunindo bibliotecas e documentos de vários intelectuais de renome, dentre eles:
- Alexandre Eulálio (1932-1988), crítico literário, professor da Unicamp
- Aristides Candido de Melo e Souza (1885-1942), pai do ensaísta e professor da USP Antonio Candido
- José Albertino (1928-1991), sociólogo e professor da UFSCar
- Peter Eisenberg (1940-1988), historiador americano e professor da Unicamp
- Sérgio Buarque de Hollanda (1902-1982), historiador, crítico literário e jornalista brasileiro.